# Norddeutsche Automobilwerke
Norddeutsche Automobilwerke GmbH var en tysk biltillverkare med säte i Hameln.
Hans Hartmann grundade 1907 företaget Norddeutschen Automobilwerke i industriområdet söder om Hamelns station, som 1908 började tillverka den relativt lilla personbilen Colibri. År 1911 tillkom den något större modellen Sperber. Företaget hade 1914 omkring 500 anställda och en årsproduktion på 800 bilar.  
Under första världskriget ställdes produktionen om till krigsmaterial som lastbilar och granater. Företaget köptes 1917 av Walther von Selve (1876–1948) och införlivades 1919 tillsammans delar av motortillverkaren inom Basse und Selve i det då bildade Selve Automobilwerke GmbH. Detta företag lade ned bilproduktionen 1929 och gick i konkurs 1934.

## Bilmodeller
| Typ                | Tillverkningsår | Antal cylidrar | Cylindervolym | Effekt          | Högsta hastighet |
| ------------------ | --------------- | -------------- | ------------- | --------------- | ---------------- |
| Colibri 3,5 PS     | 1908–1909       | 2              | 436 cm³       | 5 hk (3,7 kW)   | 50 km/h          |
| Colibri 8 PS       | 1909–1910       | 2              | 860 cm³       | 8 hk (5,9 kW)   | 50 km/h          |
| Colibri 6/15 PS    | 1911–1912       | 4              | 1592 cm³      | 16 hk (11,8 kW) | 60 km/h          |
| Sperber E4 5/15 PS | 1911–1919       | 4              | 1330 cm³      | 17 hk (12,5 kW) | 60 km/h          |
| Sperber F4 6/20 PS | 1913–1919       | 4              | 1545 cm³      | 20 hk (14,7 kW) | 70 km/h          |

## Bildgalleri

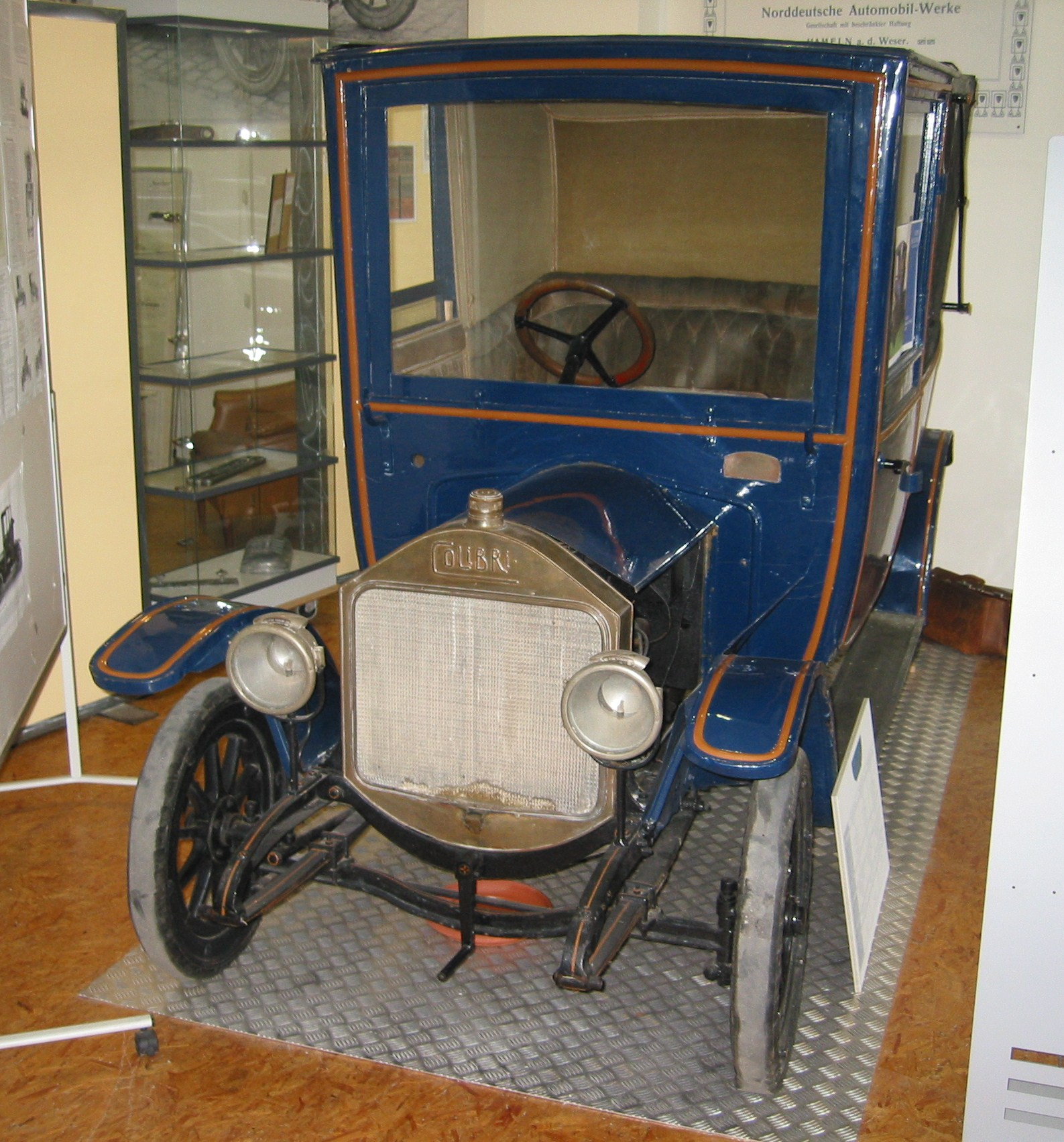
Colibri 1908
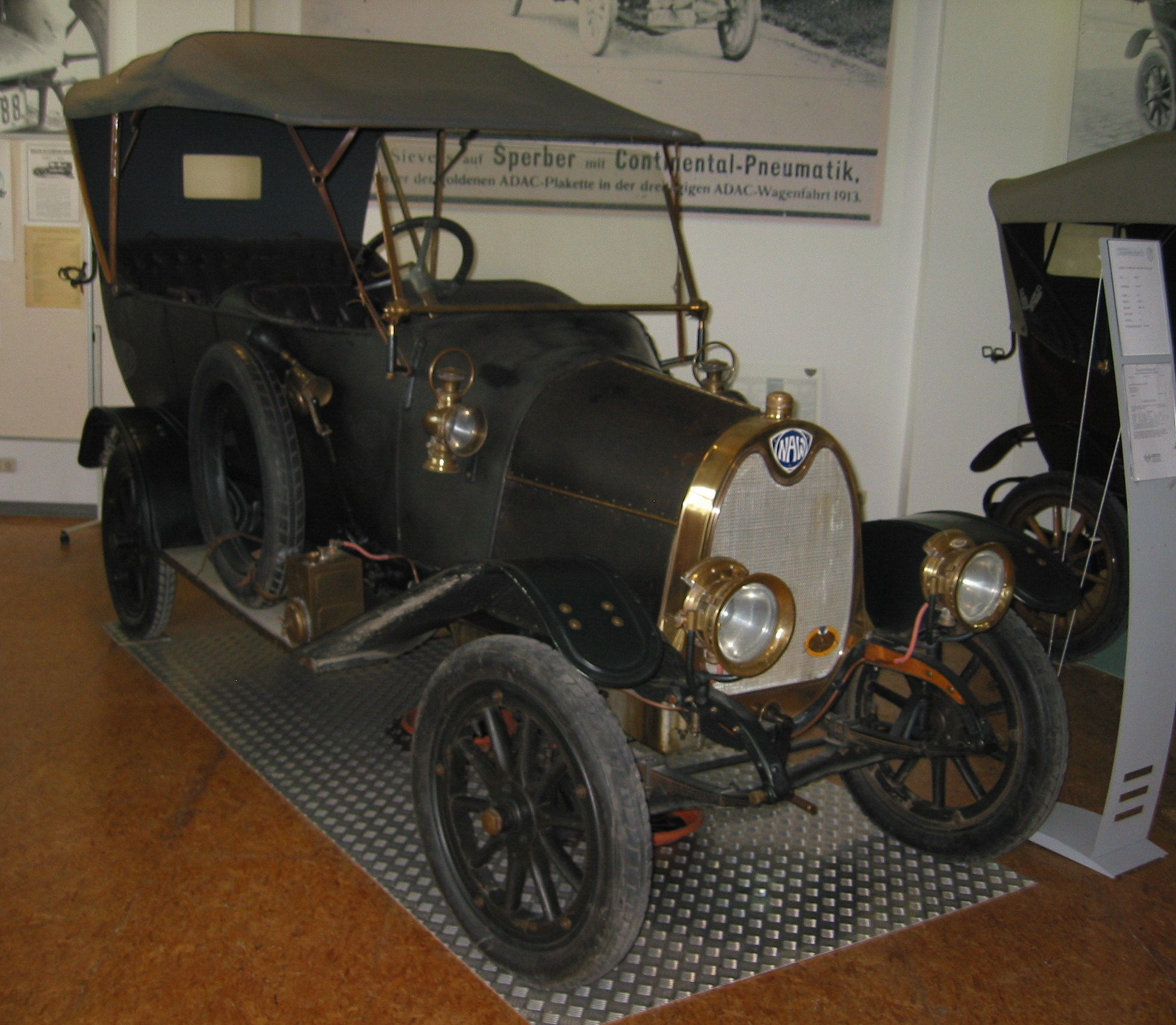
Sperber 1913